# Geospiza fuliginosa
Geospiza fuliginosa là một loài chim trong họ Thraupidae.

## Hình ảnh

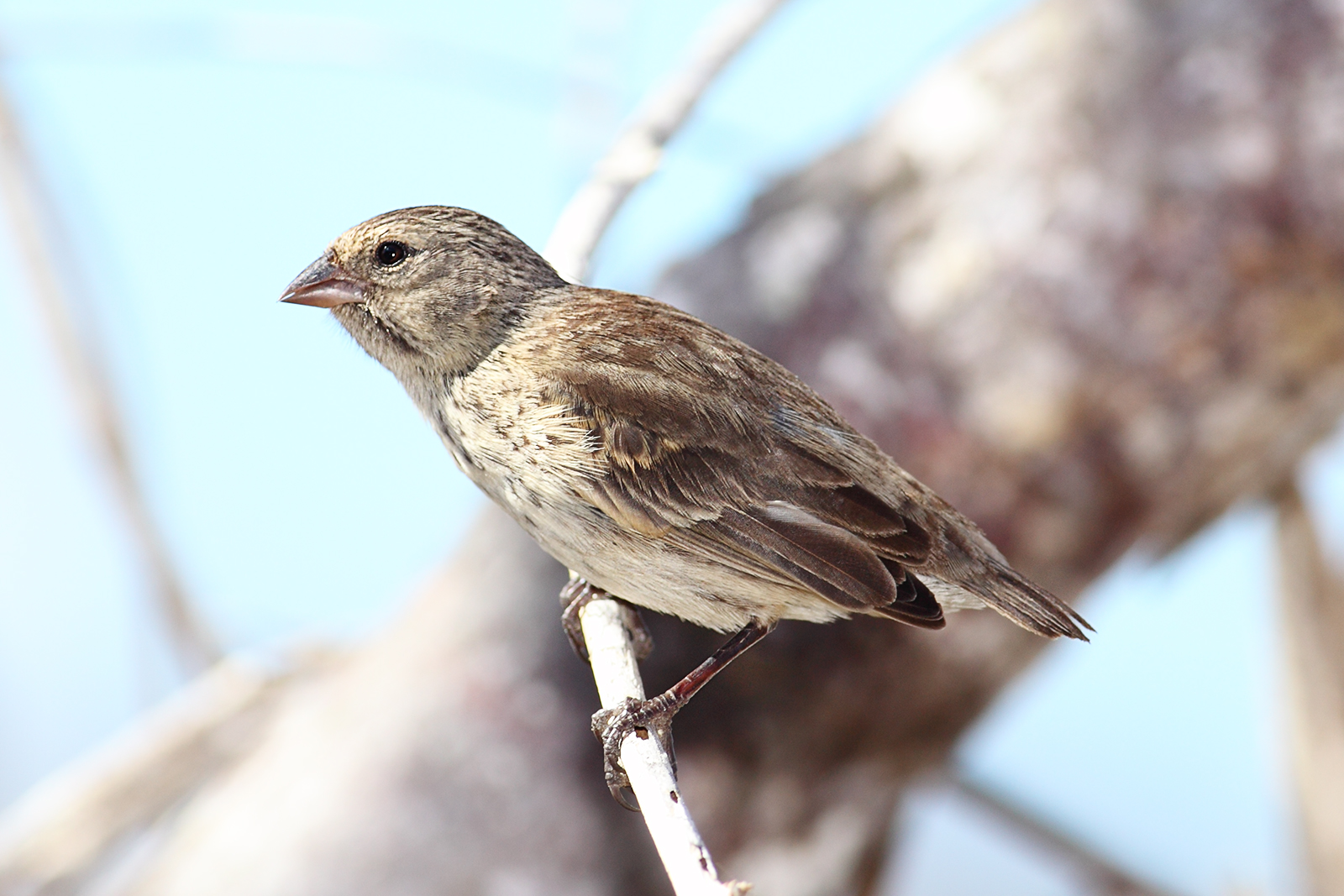
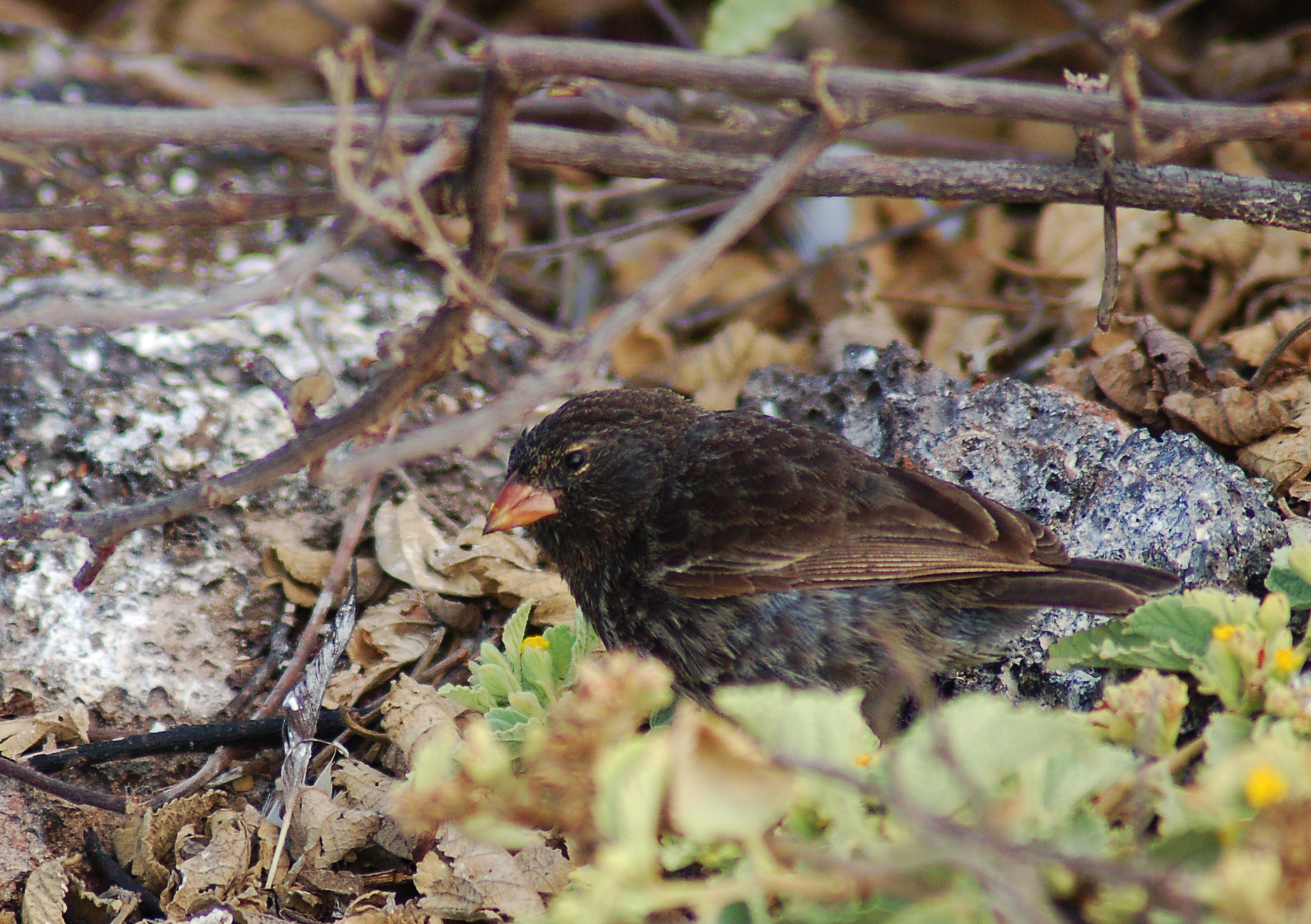